# Pietro Giuseppe Grasso
Pietro Giuseppe Grasso (Novara, 19 aprile 1930) è un giurista italiano.

## Biografia
È stato allievo di Giuseppe Ferrari, Paolo Biscaretti di Ruffia e di Egidio Tosato.
Libero docente di diritto costituzionale dal 1961, ha insegnato questa materia all'Università di Urbino e all'Università Bocconi di Milano.
Dal 1971 è stato professore straordinario e poi ordinario di diritto costituzionale nell'Università di Urbino e, quindi, di diritto pubblico e di diritto costituzionale comparato nell'Università di Pavia. Dal 2006 è professore emerito dell'Università di Pavia.

## Onorificenze ed attività pubbliche
Grand'Ufficiale dell'Ordine dei SS. Maurizio e Lazzaro e già membro della Consulta dei Senatori del Regno, nel 1999 è stato cooptato nella "Reale Accademia di Spagna di Giurisprudenza e Legislazione".
È stato presidente dell'Istituto internazionale di Studi europei "Antonio Rosmini" di Bolzano.

## Opere
I suoi contributi scientifici, che assommano a quasi duecento pubblicazioni, hanno riguardato diversi e fondamentali istituti del diritto pubblico, tra cui le forme di Stato, il potere costituente, le fonti del diritto. Importanti sono, altresì, i suoi saggi di teoria e storia dello Stato, tra cui è da ricordare la prefazione ad Emilio Bussi, "Evoluzione storica dei tipi di Stato" (Giuffré, 2004).
Tra i suoi scritti più recenti è da citare "Potere costituente" (Giappichelli, 2004), silloge di suoi scritti di diritto pubblico generale, in cui emerge l'originalità del contributo dell'autore sul pensiero di Carl Schmitt, il concetto di diritto naturale, la categoria del potere costituente, lo Stato sociale come "Stato di giustizia".
In una recensione critica al libro di Plinio Corrêa de Oliveira Rivoluzione e Contro-Rivoluzione. Luci sull'Est, Grasso sostenne che la storia moderna (la «pseudo»-Riforma protestante, la Rivoluzione francese, il comunismo) è nient'altro che un distacco progressivo dalla società del Medioevo: la secolarizzazione e l'abbandono del sacro avrebbero come fine primo e ultimo la creazione di una società senza Dio e senza la necessità del magistero della Chiesa, per la vita individuale e civile. 
Dietro i valori di libertà, uguaglianza e fraternità si nasconderebbe il fatto che «la meta finale del processo rivoluzionario è l’utopia dell’uomo che vive felice nella pace perpetua della Repubblica universale [vedi Kant], affrancato, per il progredire della sua scienza, dalle sciagure derivate dal peccato originale ed attuale, senza pensiero dell’eternità e quindi senza più bisogno della redenzione cristiana. [..] Le differenze di opinioni e le contese che ne derivano, ad esempio tra liberali e socialisti, tra socialisti e comunisti, così come l’avvicendarsi di fasi cruente e tranquille, di guerra e di pace, non turbano il progresso della Rivoluzione, la quale, anzi, si avvantaggia delle proprie disarmonie ed antinomie apparenti.[..] l’autore si richiama alla dottrina pontificia espressa negli atti di Leone XIII, di Pio X, di Pio XI e di Pio XII>».

### Principali pubblicazioni
- Il principio nullum crimen sine lege nella Costituzione italiana, Milano: A. Giuffre, 1971
- Le norme sull'eleggibilita nel diritto pubblico italiano (Camera dei deputati, Senato, Assemblea regionale siciliana e Consigli regionali, provinciali e comunali), Milano: Giuffre, 1958
- Aspetti costituzionali della legge sulla censura cinematografica, Milano: Giuffre, 1963
- Il potere costituente e le antinomie del diritto costituzionale, Torino: G. Giappichelli, 2006
- I problemi giuridici dello "stato d'assedio" nell'ordinamento italiano, Pavia, 1959 (Pavia: Tipografia del libro)
- Prime osservazioni sulla potesta regolamentare della corte costituzionale, Milano: Giuffre, 1961
- Osservazioni sullo stato sociale nell'ordinamento italiano, Milano: Giuffre, 1965
- Scritti scelti in tema di diritto costituzionale e su Europa e Costituzione. Raccolti e ordinati a cura di Giovanni Cordini, Padova: CEDAM, 2005
- Stato di diritto e stato sociale nell'attuale ordinamento italiano, Milano: Giuffre, 1961
- Figura di stato d'assedio negli ordinamenti costituzionali contemporanei, Milano: Giuffre, 1959
- Decreto legislativo, Milano: Giuffre, 1962
- Un'opera spagnuola sui regimi politici contemporanei: teoria generale del regime, Milano: Vita e Pensiero, 1963
- Costituzione e provvedimenti amministrativi straordinari, Milano: A. Giuffre, 1972
- Considerazioni giuridiche sulle istanze di erigere nuove tombe reali nella chiesa del Pantheon in Roma, Milano: Giuffre, 1981
- Costituzione e secolarizzazione(a cura di P.G.Grasso), Padova, CEDAM, 2002
- L'Universita italiana nell'ultimo mezzo secolo nei ricordi di un rettore, Milano: Giuffre, 1975